# Bunkerwoning

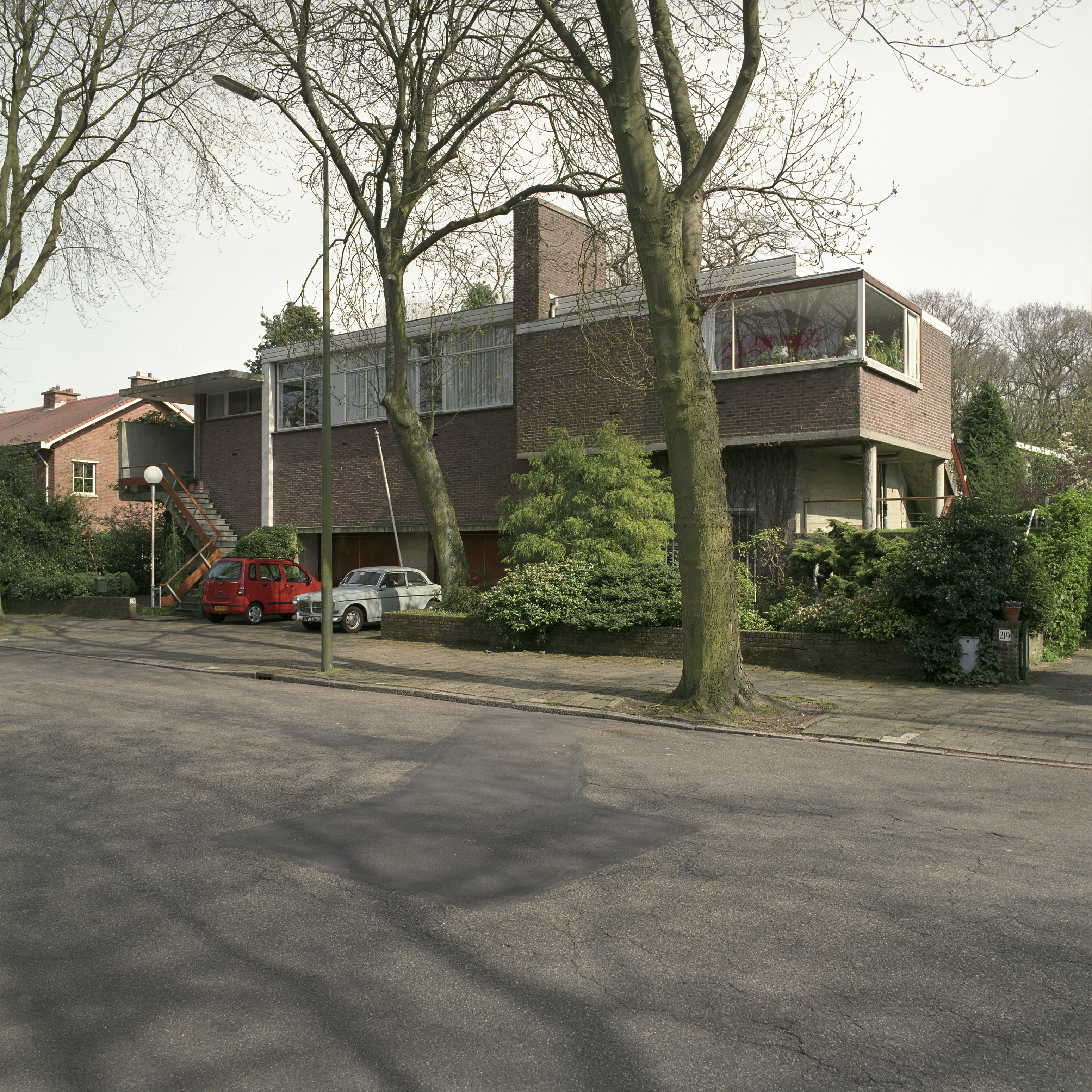
De woning aan de Ruychrocklaan in Den Haag. De garages behoren tot het oude gedeelte

Een bunkerwoning of bunkerhuis is een woning waarin delen van een bunker uit de Tweede Wereldoorlog zijn verwerkt. Het kan zijn dat de combinatie van bunker en woning uit de oorlog stamt, maar meestal is het een vorm van herbestemming. Ook kan het een versterkte woning zijn, speciaal gebouwd om zijn meestal militaire bewoners te kunnen beschermen bij luchtaanvallen.

## Hergebruik
Na de bevrijding bleven de autoriteiten in Nederland en België zitten met vele bouwwerken die in het kader van de oorlog waren opgetrokken. Veel daarvan is overdekt of dichtgemetseld om ongelukken te voorkomen, maar ook omdat men de sporen van de oorlog (en die van de vijand) zoveel mogelijk wilde uitwissen. Ook zijn er bunkers afgebroken, maar dat bleek vaak een kostbare aangelegenheid. In een enkel geval bleek hergebruik direct mogelijk, meest voor militaire doeleinden. Een enkele bunker werd na de oorlog als woonhuis in gebruik genomen. In de duinen gelegen betonnen bouwsels werden nogal eens als vakantieverblijf verhuurd. In andere gevallen zijn woonhuizen bovenop (delen van) bunkers gebouwd, of zijn delen van bunkers in de woning verwerkt.
Behalve voor bewoning zijn oude bunkers voor een heel scala aan toepassingen hergebruikt, zoals opslagruimte, wijnkelder, vleermuizenonderkomens, strandpaviljoens en dierenhospitaal. Bij het voormalige gebouw van Europol in Den Haag is de kantine boven op een geschutskazemat gebouwd.

## Voorbeelden
Aan de Ruychrocklaan 221 en aan de Badhuisweg in Den Haag staan woningen die boven op een voormalige bunker zijn gebouwd., evenals aan de weg N211 tussen 's-Gravenzande en Monster. Ook in Oud-Beijerland staat zo'n woning.
Aan de Rading in Hilversum staan elf woningen en een officiersmess uit 1942, allemaal versterkte constructies, die als nazorgwoning in gebruik zijn. Tevens staat er in Hilversum, in het Nimrodpark vlak bij Trompenberg, een voormalige Duitse verbindingsbunker uit 1943. Op deze Wisseloordbunker werd indertijd al een woning gebouwd. Ook zijn er nieuwe woningen gebouwd tegen de nog bestaande Blaskowitzbunker.
In Schaarsbergen zijn op Buitenplaats Koningsweg overblijfselen van Divisionsdorf, de onderkomens voor de Luftnachrichtenhelferinnen ('Blitzmädel') die na de oorlog verbouwd en in gebruik zijn genomen door het ministerie van Defensie, in 2018 omgebouwd tot flatwoningen. Vanwege de grote vraag naar dit soort woningen zijn er in dezelfde stijl nog een aantal van bijgebouwd. Ook zijn in de omgeving een aantal als woningen vermomde bunkers tot woningen en recreatieverbijf voor een camping omgebouwd.
Aan de Noord-Brabantlaan in de Eindhovense wijk Lievendaal bevindt zich een wijkje met een complex van  rijtjeswoningen die in de Tweede Wereldoorlog door de Duitsers zijn gebouwd. Zij hebben muren en plafonds van bijna 1 meter dikte en waren bestemd als onderkomen voor Duitse officieren. Na de oorlog werden ze eerst bestemd voor militairen van de Luchtvaartafdeeling, en werden in 1947 voor normale bewoning omgebouwd.
Ook in Duitsland werden bunkers en andere verdedigingswerken voor onder meer bewoning hergebruikt. In Bremen werden 220 objecten door de overheid te koop aangeboden, vanwege te hoge onderhoudskosten.

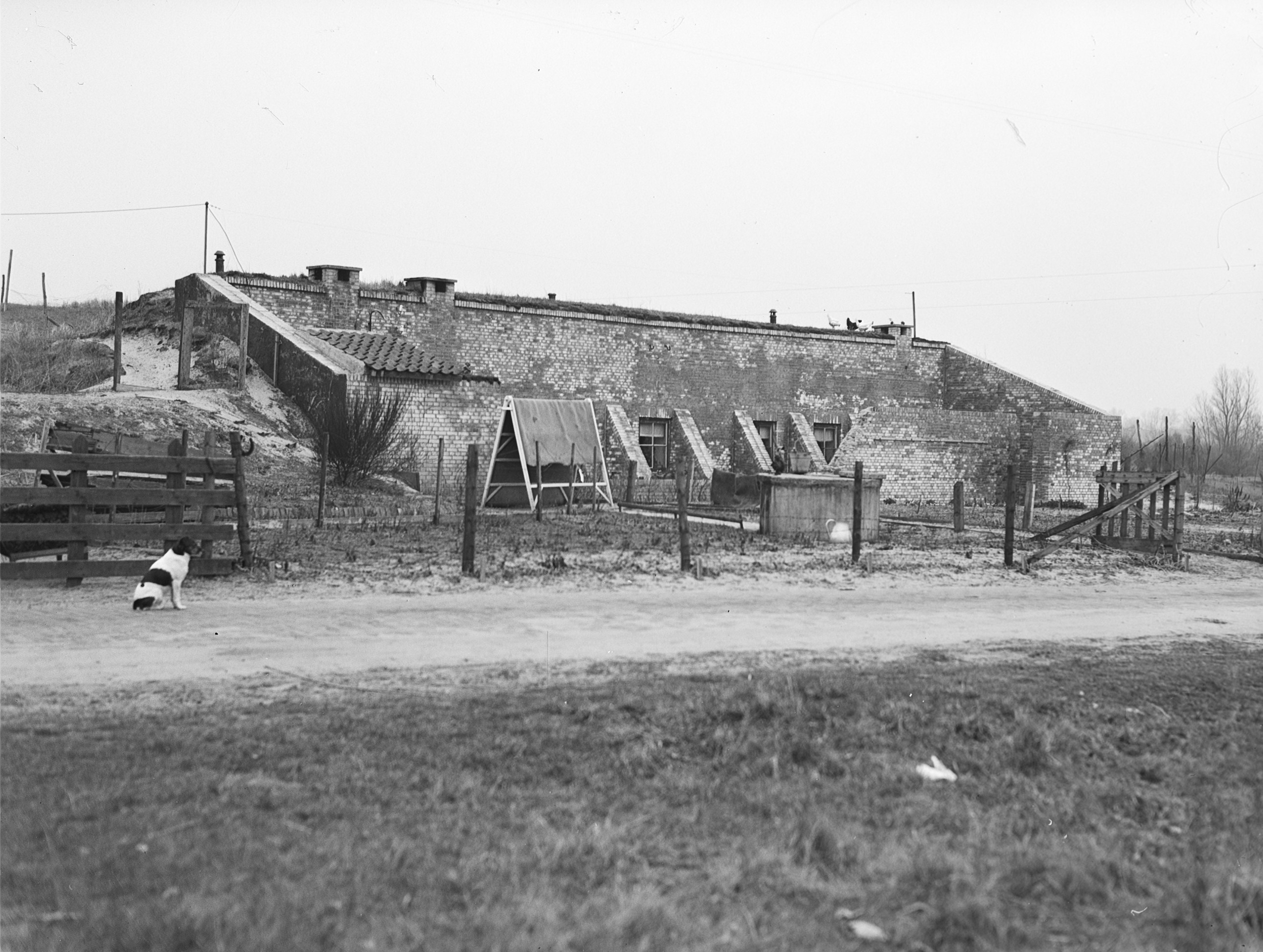
Duitse bunkerwoningen uit de Tweede Wereldoorlog
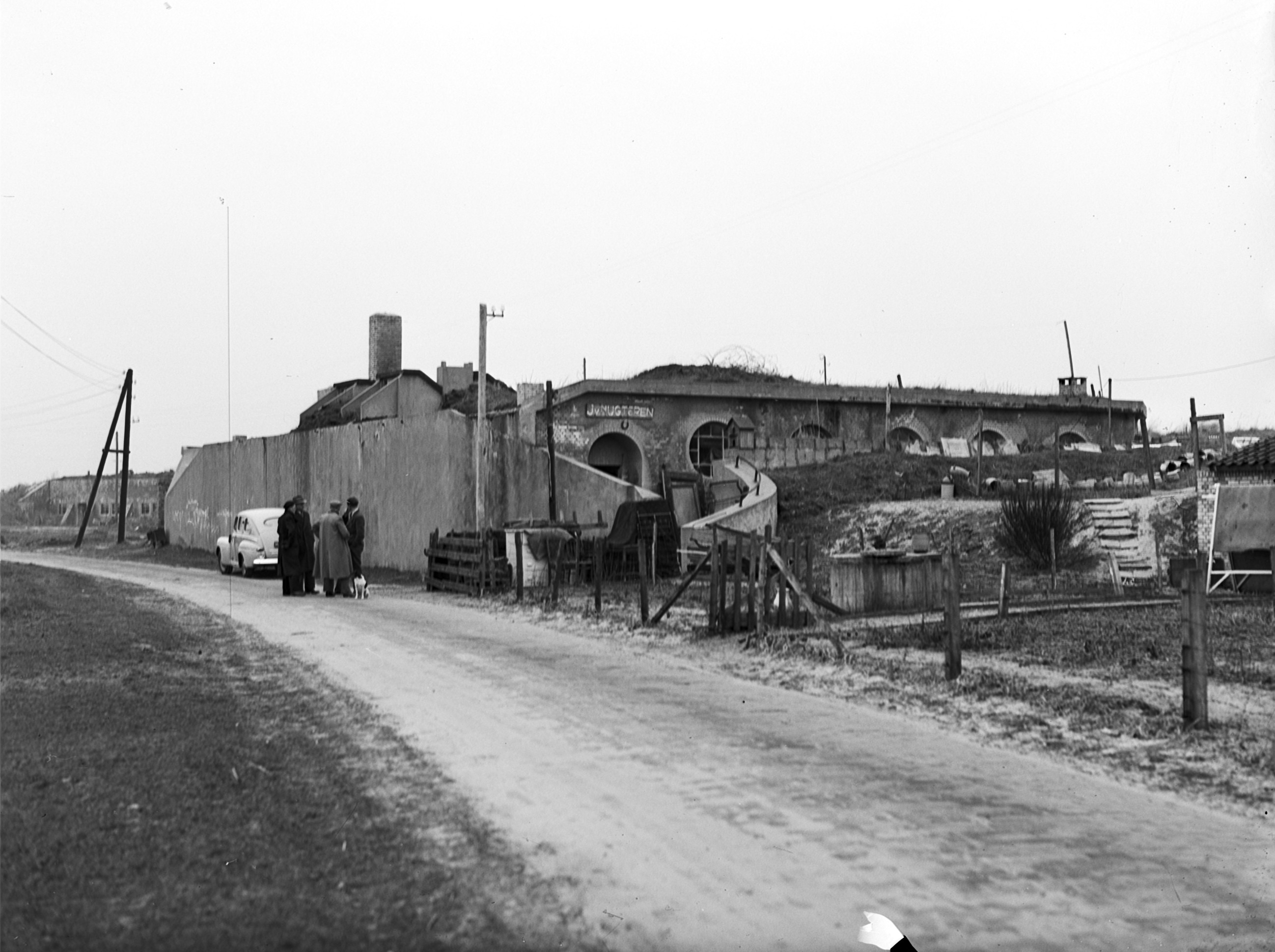
in de duinen
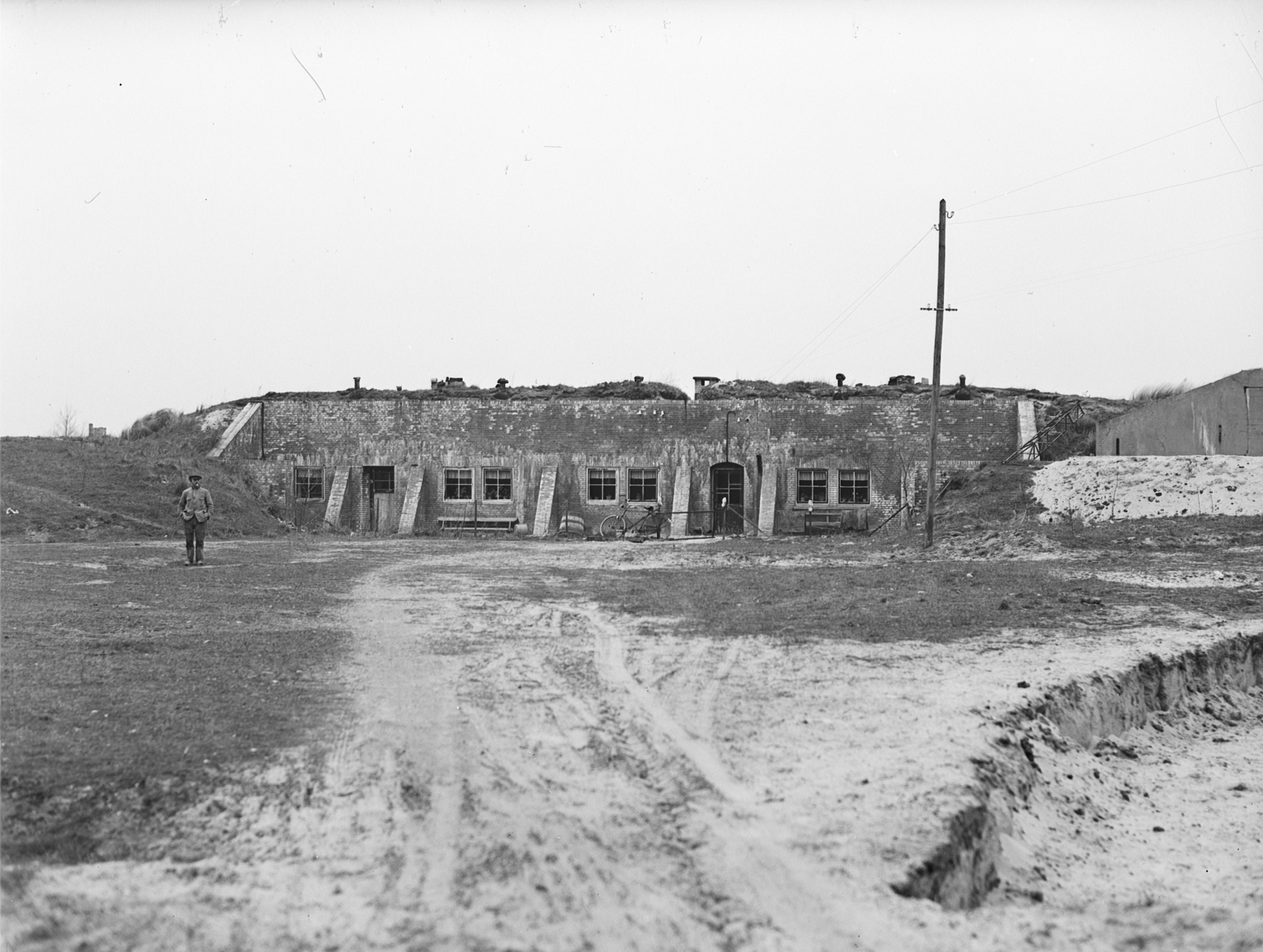
tussen Oostvoorne en Rockanje